# فرمن
فرمِن (بالإنجليزية: Fremen؛ /ˈfrɛmən/) هم مجموعة من الناس في عالم كثيب الخيالي الذي ابتكره فرانك هربرت. ظهر الفرمِن لأول مرة في رواية كثيب عام 1965، ويسكنون الكوكب الصحراوي أرَّاكس (المعروف أيضًا باسم كثيب)، وهو المصدر الوحيد المعروف في الكون للمِزَاج المهم للغاية. لقد تجاهلتهم بقية الإمبراطورية لفترة طويلة واعتبروا متوحشين متخلفين، وهم شعب شديد التحمل ويوجدون بأعداد كبيرة. جاء الفرمِن إلى الكوكب قبل آلاف السنين من أحداث الرواية باعتبارهم جوَّالة الزِنسُنِّيون، وهي طائفة دينية متراجعة. وباعتبارهم بشرًا في حالة طوارئ، فقد تكيفوا مع مرور الوقت مع ثقافتهم وطريقة حياتهم للبقاء والازدهار في الظروف القاسية بشكل لا يصدق في أرَّاكس. يتميز الفرمِن بقدراتهم القتالية الشرسة ومهارتهم في البقاء في هذه الظروف. نظرًا لأن الماء سلعة نادرة على الكوكب، فإن ثقافتهم تدور حول الحفاظ عليه وصيانته. استند هربرت في ثقافته الفرمِنية، جزئيًا، على البدو وسكان الصحراء.

## الأصول
يعود أصل الفرمِن إلى جوالة الزِنسُنِّيون (Zensunni Wanderers)، وهي طائفة دينية فلسفية اضطهدتها السلطات الإمبراطورية والدينية، مما دفعهم إلى الهجرة المتكررة عبر أنظمة نجمية متعددة لقرون. وفي نهاية هذه الرحلة الطويلة، استقروا على كوكب أرَّاكس (كثيب)، الكوكب الصحراوي القاسي، قبل آلاف السنين من أحداث الرواية الأولى.
تكيّف الفرمِن تدريجيًا مع البيئة القاحلة للكوكب، مما أدى إلى نشوء ثقافة مميزة تُقدِّس الماء كأثمن مورد، وتُطور وسائل معيشية قائمة على الاقتصاد الشديد في استهلاكه، مثل البدلات الساترة (Stillsuits) التي تحتفظ برطوبة الجسم وتعيد تدويرها. كما طوروا قدرات استثنائية في القتال، والبقاء، والتنقل في الصحراء، إضافة إلى فهمٍ عميق لكوكبهم، خصوصًا ديدان الرمال العملاقة التي اعتبروها مخلوقات مقدسة.
استلهم فرانك هربرت ثقافة الفرمِن جزئيًا من البدو العرب وسكان الصحراء، وهو ما يظهر في لغتهم، وممارساتهم، وعاداتهم الاجتماعية والدينية.

## الحبكة
يلعب الفرمِن دورًا رئيسيًا في أحداث رواية كثيب وما تلاها. فعلى الرغم من أن الإمبراطورية تجاهلتهم لعصور طويلة واعتبرتهم قبائل متوحشة، إلا أن الرواية تُظهر أنهم يشكلون مجتمعًا منظمًا ومتماسكًا، يمتلك نظامًا سياسيًا وروحيًا متكاملًا، وقوة قتالية لا يُستهان بها.
يبدأ التغير الكبير في موقعهم ضمن المجرة عند قدوم بول أتريديس إلى أرّراكس، بعد نفي عائلته وسقوط بيت أتريديس. يرى الفرمِن في بول تجسيدًا لنبوءة "المهدي" التي نشرها بيني جزيريت منذ قرون كجزء من مشروعهم التنبؤي، فيتبعونه بإيمان راسخ. يقود بول ثورة مسلحة تعتمد بشكل رئيسي على مهارات الفرمِن الحربية ومعرفتهم العميقة بالصحراء.
يستخدم بول وحلفاؤه سيطرتهم على إنتاج التوابل – العنصر الأهم في المجرة – كورقة ضغط لإعادة تشكيل النظام السياسي، متوِّجًا نفسه كإمبراطور. ومن خلال الفرمِن، تتحول رواية كثيب إلى قصة حول تمكين الشعوب المهمّشة، وتحولهم من ضحايا إلى صناع قرار في مصير الإمبراطورية.

## الصفات
في السلسلة، يعيش سكان الفرمِن في أرَّاكس في مجتمعات تسمى سييتش، ولكل منها زعيمها الخاص، المسمى «نائب». يعتمد نظام العدالة لدى الفرمِن بشكل أساسي على المحاكمة بالقتال، وقد يتحدى الأفراد بعضهم البعض في مبارزات يدوية حتى الموت حول مسائل الآداب أو القانون أو الشرف. يصبح المنتصر في هذه التحديات مسؤولاً عن زوجة وأطفال وممتلكات المهزوم. يدفع الفرمِن رشاوى ضخمة لنقابة الفضاء للحفاظ على الفضاء المداري فوق أرَّاكس خاليًا من أقمار التجسس، ولديهم خطة طويلة الأجل لتحويل الكوكب إلى أرض صالحة للعيش.

## الملاحظات
1. ↑  سييتش (SIETCH) في لغة الفرمِن هو «مأوى للتجمُّع في أوقات الخطر». لكن لأن الفرمِن عاشوا مددًا طويلة في خطر، صار المصطلح يُستخدم للإشارة إلى أيِّ مغارة يتَّخذها أحد مجتمعات القبيلة مقرًّا.[1]
2. ↑  نائب (NAIB) الشخص الذي أقسم ألَّا يأسره الأعداء حيًّا على الإطلاق؛ قسم مُتوَارث يحلفه قادة الفرمِن.[2]

## وصلات خارجية
- المواضيع العربية والإسلامية في كثيب (بالإنجليزية)